# Саладзе, Владимир Еремеевич
Владимир Еремеевич Саладзе (1906—1985) — советский хозяйственный, государственный и политический деятель.

## Биография
Владимир Саладзе родился в 1906 году в Зестафони. Член КПСС с 1932 года.
С 1924 года — на хозяйственной, общественной и политической работе. В 1924—1962 гг. — на комсомольской работе в Закавказской СФСР, рабочий, мастер, начальник цеха на Зестафонском заводе ферросплавов, директор Тбилисского авторемонтного завода, заместитель председателя Тбилисского горисполкома, директор Тбилисского авиационного завода № 31 имени Георгия Димитрова, начальник Главного управления дорог Грузинской ССР.
Избирался депутатом Верховного Совета СССР 1-го созыва, Верховного Совета Грузинской ССР 2-го созыва.
Умер в Тбилиси в 1985 году.